# Here She Comes Now/Venus in Furs
Here She Comes Now/Venus in Furs è un singolo split contenente due cover di brani dei Velvet Underground ad opera di Nirvana e The Melvins. Fu pubblicato nel 1991 dall'etichetta indipendente Communion Records.

## Il singolo
Il singolo venne stampato in edizione limitata di 1000 copie, disponibile su vinile in 8 colori diversi. Per la copertina del singolo, venne utilizzata una rielaborazione dell'immagine di copertina dell'album White Light/White Heat dei Velvet Underground.
La reinterpretazione dei Nirvana sarà poi inclusa nella compilation tributo Heaven And Hell: A Tribute To The Velvet Underground, Volume One.

## Tracce singolo
1. Here She Comes Now (Lou Reed, Sterling Morrison, John Cale & Maureen Tucker) -
2. Venus in Furs (Lou Reed) -